# Velika pećina
Velika pećina ili Mačkova pećina je špilja nedaleko od sela Goranci u istočnom dijelu Ravne gore (Hrvatsko zagorje). Ulaz špilje na nadmorskoj je visini 428 m; prije iskopavanja sedimenata bio je visok 3 m, s polukružnim lukom duljine 12 m. Špilja je formirana u gromadastim mezozojskim sedimentima, a sastoji se od dviju manjih dvorana ukupne duljine 25 m. Iskopani kvartarni sedimenti u ulaznom dijelu debljine su 12 m. Uz mnoge faunske nalaze, u različitim slojevima pronađene su rukotvorine iz srednjeg (moustérien) i gornjega paleolitika (aurignacien, gravettien, epigravettien), keramika i ostatci ljudskih kostiju iz ostalih prapovijesnih razdoblja te nalazi iz rimskoga doba. Najpoznatiji je nalaz čeona kost čovjeka što se najprije pripisivala neandertalcu, a poslije ranomu modernomu čovjeku. Datiranje nalaza radiougljičnom metodom pokazalo je eneolitičku starost, pa je odbačeno mišljenje da je riječ o jednom od najranijih anatomski modernih ljudi u Europi.